# Goddelijke Voorzienigheidskerk (Vlijmen)

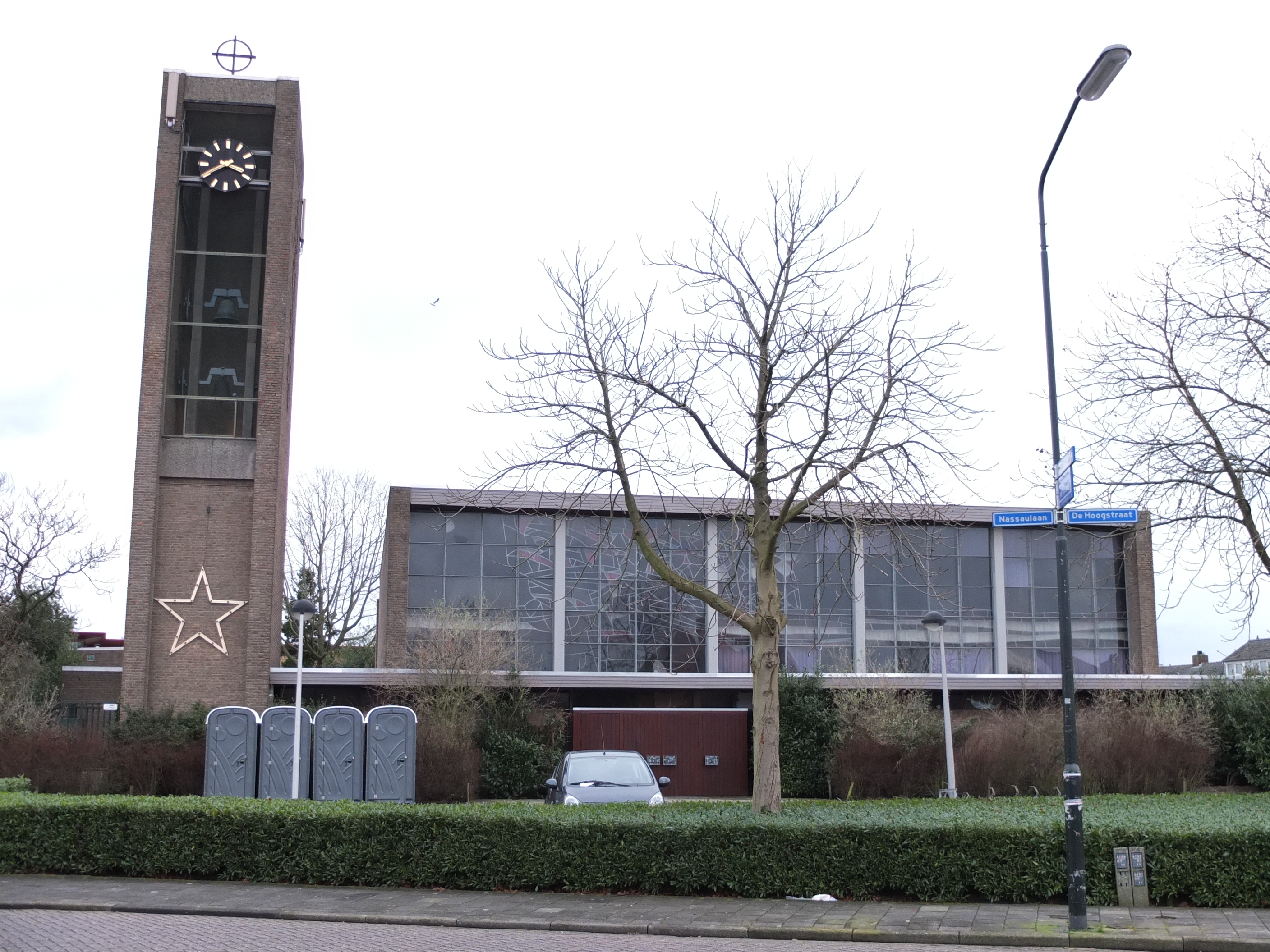

De Goddelijke Voorzienigheidskerk was een rooms-katholieke kerk te Vlijmen, die zich bevond in de vanaf 1952 gebouwde wijk Vliedberg aan de Nassaulaan.
De kerk, ingewijd in 1962, was een kerk in modernistische stijl. Architect was H.M. Koldewey. De kerk is gebouwd volgens een rechthoekige plattegrond, en als materialen zijn baksteen en betonnen palen gebruikt. Er is ook veel met hout gewerkt en de kerk vertoonde een lichte, open ruimte. De kerkvloer was bedekt met leistenen plavuizen en het altaar bevond zich op een podium. De kerk bezat een Verschueren-orgel uit 1965. Met uitzondering van de kerktoren is de kerk in 2015 gesloopt.

## Externe bron
- ReliWiki